# Лундмарк, Кнут Эмиль
Кнут Эмиль Лундмарк (швед. Knut Emil Lundmark; 1889—1958) — шведский астроном.

## Биография
Родился в коммуне Эльвсбюн, окончил университет в Уппсале. Работал в Уппсальской обсерватории до 1929, в 1929 сменил К.Шарлье на посту профессора астрономии Лундского университета и директора обсерватории университета.
Основные труды в области галактической и внегалактической астрономии. В дискуссии о спиральных туманностях он был, наряду с Г. Кертисом, убежденным сторонником точки зрения об их внегалактической природе. В 1919, изучая новые звезды, вспыхнувшие в туманности M31 в созвездии Андромеды, Лундмарк определил расстояние до этой туманности и получил значение, близкое к найденному Э. П. Хабблом несколько лет спустя. В том же году предложил метод определения расстояний до спиральных туманностей по их угловым размерам. Провел (1926—1928) статистическое исследование двойных и кратных галактик; на основании изучения истинного распределения галактик в пространстве первым пришел к заключению о существовании Местной группы галактик и определил положение «экватора» этой группы. В 1946 из анализа расстояния до M31, полученного по большому числу новых звезд, голубых сверхгигантов и шаровых скоплений, сделал вывод о необходимости пересмотра шкалы внегалактических расстояний (этот вопрос окончательно решил В. Г. В. Бааде в 1952). Одним из первых получил наблюдательные свидетельства вращения Галактики. В 1919 он показал, что по отношению к шаровым скоплениям и внегалактическим туманностям Солнце движется в плоскости Млечного Пути; в 1924 нашел, что это движение происходит под прямым углом к направлению на галактический центр, и высказал предположение об обращении Солнца и ближайших к нему звезд вокруг этого центра.
В его честь назван кратер на Луне.